# ES Datei Explorer
ES Datei Explorer (englisch ES File Explorer) ist eine Adware und Dateimanager für Android von EStrongs Inc.

## Versionen und Updates
Der ES Datei Explorer ist für das mobile Betriebssystem Android verfügbar. Die derzeit aktuelle Versionsnummer ist 4.4.0.2.1. Mit der Aktualisierung von Version 2 auf Version 3 veränderten sich neben dem Logo der App auch das Design sowie die Funktionalität und Stabilität des Programms. Daneben wurde auch eine Gestensteuerung integriert. Unter der Aktualisierung litt vor allem die Lokalisierung der App ins Deutsche, da insbesondere die Übersetzungen teilweise falsch bzw. irreführend waren. Dies wird jedoch nach wie vor, mithilfe von kleineren Versionssprüngen, verbessert.

## Funktionen
ES Datei Explorer bietet Funktionen, welche besonders für Nutzer mit vielen Dateien sowie Nutzer, welche nicht sehr viele Zusatzprogramme installieren möchten, geeignet sind:
- Kopieren, Ausschneiden bzw. Verschieben von Dateien (Verwaltung)
- Ansicht der Miniaturbilder von Bildern und APK-Dateien direkt im Dateimanager
- Mehrfachauswahl von Dateien und Ordnern
- Sofortige Auswahl eines Bereiches zwischen zwei hervorgehobenen Elementen, ähnlich wie mit der Shift-Taste auf Desktop-Dateiverwalter wie Windows-Explorer.
- Mehrfaches Umbenennen von Dateien („Batch Rename“)[3]
- Verwaltung von Textdokumenten
- Programme (Apps) verwalten
- Suche von Dateien
- Verwalten von ZIP- bzw. RAR-Archiven
- Verwaltung der Cloud (Box, SugarSync, Dropbox, OneDrive, Google Drive, Amazon Simple Storage Service (S3), Yandex.Disk, Baidu NetDisk, MediaFire)
- Integrierter Stammverzeichnis-Explorer
- Mobilgerät über den PC steuern (Remote-Dateizugriff)
- Zugriff auf Netzwerke (Client für FTP, SFTP, FTPS, WebDAV, LAN)
- FTP-Server[4]
- Zugriff auf den PC (USB oder WiFi)
- Zugriff auf gekoppelte Bluetooth-Geräte
- eingebauter Task-Manager
- eingebauter Multimedia-Player
- programmierbare Gestensteuerung
- Herunterladen von Dateien (ES Downloader – vorinstallierter Download-Manager)

## Kritik
Im April 2019 wurde bekannt, dass einige Anwendungen von DO Global – hierzu gehört auch der Hersteller des ES Datei Explorer – im Hintergrund Prozesse ausführen, um Klicks auf Werbebanner zu generieren. Auf diese Weise nutze der chinesische Entwickler seine Anwendungen, um Geld mit Klicks zu bekommen – offensichtlich ohne die Erlaubnis und Wissen der Nutzer. Darauf entfernte Google die Anwendung aus dem Play Store.
Das Ministry of Electronics and Information Technology in Indien sperrte im Juni 2020 ES Datei Explorer sowie 58 weitere Apps. Als Grund nannte es die unerlaubte Datenübermittlung an China, was eine Gefährdung für Landessouveränität, Datenschutz und Landessicherheit bedeutete.

## Verbreitung
ES Datei Explorer wurde über 10 Mio. mal laut Google Play Store heruntergeladen.

## Galerie

Screenshots der Schnellzugriff-Leiste
Favoriten
Lokal
Netzwerk
Werkzeuge